# Gothic Chess
|   | a               | b               | c               | d               | e                 | f                | g                     | h               | i               | j               |   |  |
| 8 | a8 чёрная ладья | b8 чёрный конь  | c8 чёрный слон  | d8 чёрный ферзь | e8 чёрный канцлер | f8 чёрный король | g8 чёрный архиепископ | h8 чёрный слон  | i8 чёрный конь  | j8 чёрная ладья | 8 |  |
| 7 | a7 чёрная пешка | b7 чёрная пешка | c7 чёрная пешка | d7 чёрная пешка | e7 чёрная пешка   | f7 чёрная пешка  | g7 чёрная пешка       | h7 чёрная пешка | i7 чёрная пешка | j7 чёрная пешка | 7 |  |
| 6 | a6              | b6              | c6              | d6              | e6                | f6               | g6                    | h6              | i6              | j6              | 6 |  |
| 5 | a5              | b5              | c5              | d5              | e5                | f5               | g5                    | h5              | i5              | j5              | 5 |  |
| 4 | a4              | b4              | c4              | d4              | e4                | f4               | g4                    | h4              | i4              | j4              | 4 |  |
| 3 | a3              | b3              | c3              | d3              | e3                | f3               | g3                    | h3              | i3              | j3              | 3 |  |
| 2 | a2 белая пешка  | b2 белая пешка  | c2 белая пешка  | d2 белая пешка  | e2 белая пешка    | f2 белая пешка   | g2 белая пешка        | h2 белая пешка  | i2 белая пешка  | j2 белая пешка  | 2 |  |
| 1 | a1 белая ладья  | b1 белый конь   | c1 белый слон   | d1 белый ферзь  | e1 белый канцлер  | f1 белый король  | g1 белый архиепископ  | h1 белый слон   | i1 белый конь   | j1 белая ладья  | 1 |  |
|   | a               | b               | c               | d               | e                 | f                | g                     | h               | i               | j               |   |  |

Gothic Chess (Готические шахматы) — коммерческий вариант шахмат на доске 10x8, с двумя дополнительными фигурами. Игра предложена Эдом Трайсом и запатентована в 2002 году, срок патента истёк в 2006 году.
Играют два игрока — чёрные и белые. Игровое поле имеет размеры 10x8 полей, наборы фигур и правила игры аналогичны шахматам Капабланки для 80-клеточной доски — все правила движения фигур такие же, как в обычных шахматах за исключением рокировки, при которой король двигается на три поля по горизонтали вместо двух, и в начальном расположении дополнительных фигур: канцлера и архиепископа.
- — Канцлер — комбинированная фигура, сочетающая в себе возможности коня и ладьи.
- — Архиепископ — комбинированная фигура, сочетающая функции коня и слона.

Канцлер располагается на вертикали e (между ферзём и королём), архиепископ — на вертикали g (между королём и ближайшим к нему слоном). Такое расположение приводит к тому, что все пешки в начальной позиции игры защищены фигурами.
По сведениям Gothic Chess Federation, на 2005 год в Gothic Chess играли в 47 странах мира, количество проданных комплектов игры превышает 50 тысяч.